# 掛貝梨紗
掛貝 梨紗（かけがい りさ、1985年6月9日 - ）は、日本のタレント、元フリーアナウンサー。かつてセント・フォースに所属していた。
広島県生まれ、東京都育ち。東京都立武蔵高等学校、学習院大学理学部化学科卒業。同大学院自然科学研究科生命科学専攻博士前期課程修了。現在は同大学院同専攻研究生として在学中。2004年度準ミス学習院。身長163cm。血液型A型。

## 人物
- 4歳からセントラル子供タレント・子供劇団に所属し、子役としてテレビドラマに出演した経験がある。
- 中学・高校時代はバドミントン部に在籍していた[2]。
- 『Oha!4 NEWS LIVE』で共演していた元日本テレビアナウンサーの脊山麻理子と仲が良く、自身のブログに脊山が登場する頻度が高い。
- 卒業研究・修士論文のテーマは『ムスカリン性アセチルコリン受容体M4サブタイプの細胞内移行に関わるリン酸化部位の探索』。2010年3月20日に修士号を取得し、学習院大学大学院博士前期課程を修了している。
- 2歳下の弟がいる[3]。
- 2013年3月、5年間担当した『Oha!4 NEWS LIVE』のお天気キャスターを卒業[4]。
- 2017年2月、自身の公式ブログにて、セント・フォースを退社したことを発表。

## 出演番組

### 過去

#### 子役時代
- 世にも奇妙な物語 第2シリーズ第1話『真夜中』(1991年3月21日、フジテレビ）
- 真夏のサンタクロース（1992年9月14日、TBS・月曜ドラマスペシャル）
- 幸せをさがして 第10話（1992年12月5日、テレビ東京系列「さよならのストーリーたち」第5作）
- 犯罪心理分析官（1） 男が父親として命を懸ける時－連続幼女殺人事件（1994年10月11日、日本テレビ・火曜サスペンス劇場）
- 震える目 通勤快速電車衝動殺人事件（1995年11月7日、日本テレビ・火曜サスペンス劇場）

#### セント・フォース所属時代
- BSフジNEWS （BSフジ・2006年7月 - 2007年1月、火曜日担当[5]）
- ラジかるッ （日本テレビ・2007年4月 - 11月）水 - 金曜日 天気予報・エンディングナレーション、金曜日ライブコーナー「ウエスポーン!女ののど自慢」担当
- 音楽戦士 MUSIC FIGHTER（日本テレビ系列・音楽戦士リポーター、2008年4月 - 2010年3月）
- Oha!4 NEWS LIVE（日テレNEWS24（CS）・日本テレビ系列・お天気キャスター、2008年3月31日 - 2013年3月29日[4]）
- BOAT RACEライブ（MXテレビ・BSジャパン他、2013年7月 - 2015年3月）ビッグレース時のみ出演
- ワイド!スクランブル・第2部（テレビ朝日・特集リポーター。2015年3月16日 - 、不定期出演）